# Uropeltis phillipsi
Uropeltis phillipsi là một loài rắn trong họ Uropeltidae. Loài này được Nicholls mô tả khoa học đầu tiên năm 1929.